# Nanga Parbat
Nanga Parbat (Muntele pleșuv) sau Diamir (Regele munților) este al nouălea vârf ca înălțime de pe Pământ și al doilea ca înălțime din Pakistan. Nanga Parbat înseamnă „Muntele Golaș”, în hindi parbat derivă din parvata „munte”.

## Istoric
Muntele a fost descoperit de frații germani Schlagintweit. Este considerat între alpiniști ca unul dintre piscurile de peste 8.000 de metri altitudine ca unul cele mai grele de escaladat. În contrast cu Muntele Everest, chiar "ruta convențională Kinshofer" este foarte dificilă din cauza pantelor mari și pericolului avalanșelor, care au dus la 61 de accidente mortale. Posibilitatea de a muri la escaladarea acestui munte este considerată de trei ori mai mare decăt cea a urcării Everestului.
Vârful Nanga Parbat are o înălțime de 8.125 de metri și trei versanți principali: Ra Kot, Diamir și Rupal.

## Descriere geografică

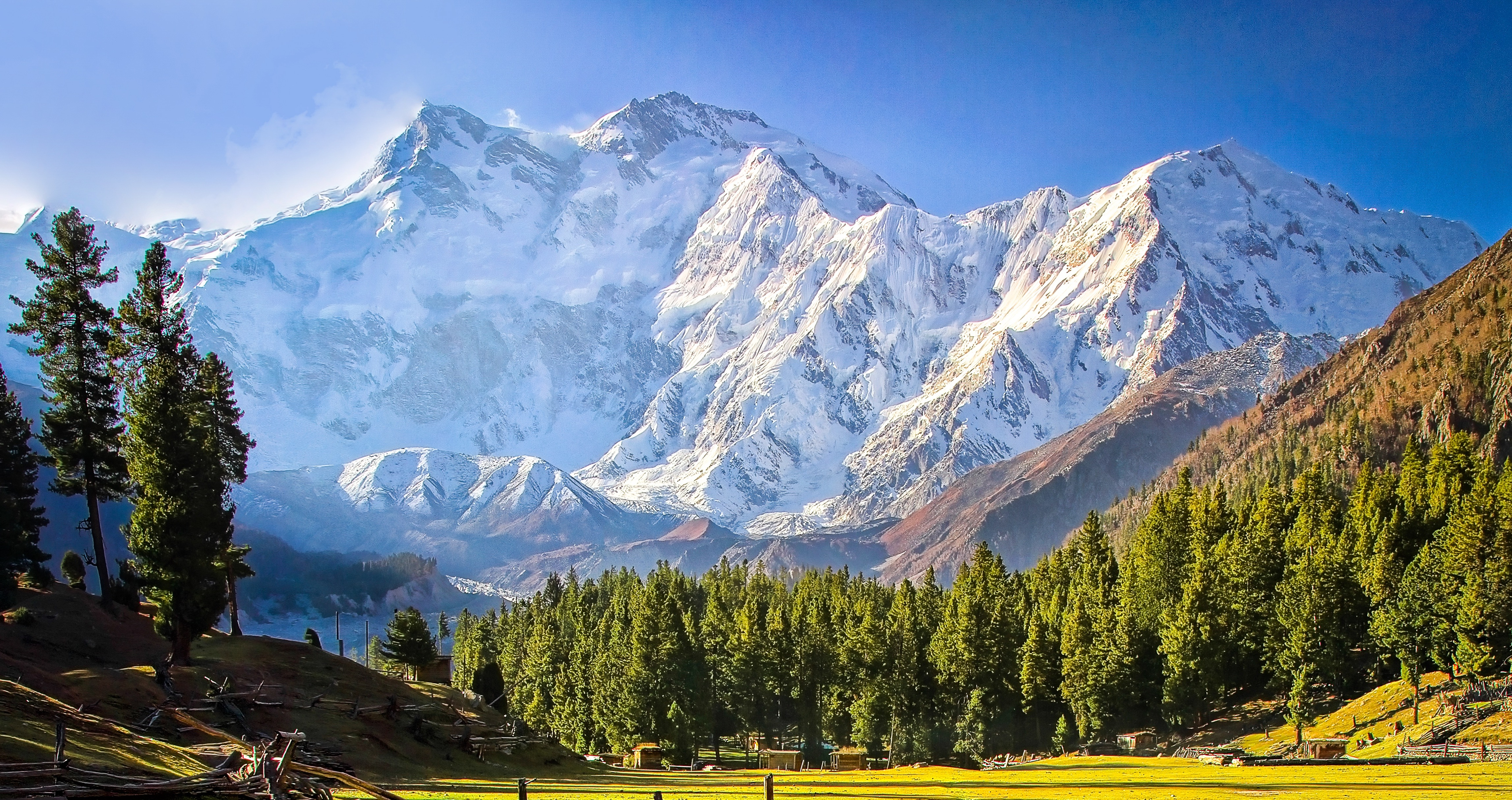
Nanga Parbat

La capătul vestic al munților Himalaya se află cel mai proeminent masiv muntos de pe glob. Datorită faptului că pe o rază de 25 km se află Valea Indului și nu se află asemenea înălțimi deosebite, fiind o diferență de nivel de 7000 m față de regiunea înconjurătoare.
In sudul masivului se află peretele vertical „Flancul-Rupal” care cu înălțimea sa de 4500 de m este cel mai înalt perete (din granit și gneis) din lume. Din punct de vedere climatic regiunea are o climă cu caracter dublu, uneori muntele apărând de culoare albastră.

## Vârfurile muntelui Nanga Parbat
| Vârful                          | Inălțime |
| ------------------------------- | -------- |
| Nanga Parbat                    | 8.125 m  |
| Nanga Parbat, Schulter          | 8.070 m  |
| Nanga Parbat Vârful sudic       | 8.042 m  |
| Nanga Parbat Vârful de nord-est | 7.910 m  |
| Nanga Parbat Vârful nordic      | 7.815 m  |
| Nanga Parbat Vîrful nordic II   | 7.785 m  |
| Nanga Parbat Țancul de Argint   | 7.597 m  |
| Nanga Parbat Vârful Estic       | 7.530 m  |
| Vârful Rakhiot                  | 7.070 m  |

## Istoricul ascensiunilor
În 1895 Albert F. Mummery a condus o expediție și a reușit să ajungă până la altitudinea de 7.000 de metri, escaladând versantul vestic al muntelui, Diamir. Ulterior, într-o expediție pe Rakhot, Mummery și cei doi șerpași au fost surprinși de o avalanșă și au murit. 
Șase expediții germane au eșuat în tentativele de escaladare a muntelui în anii 1930 și doisprezece alpiniști au murit surprinși de furtuni și avalanșe. Totuși altitudinea de 7.700 m a fost atinsă pe versantul Ra Kot. 

### Prima ascensiune

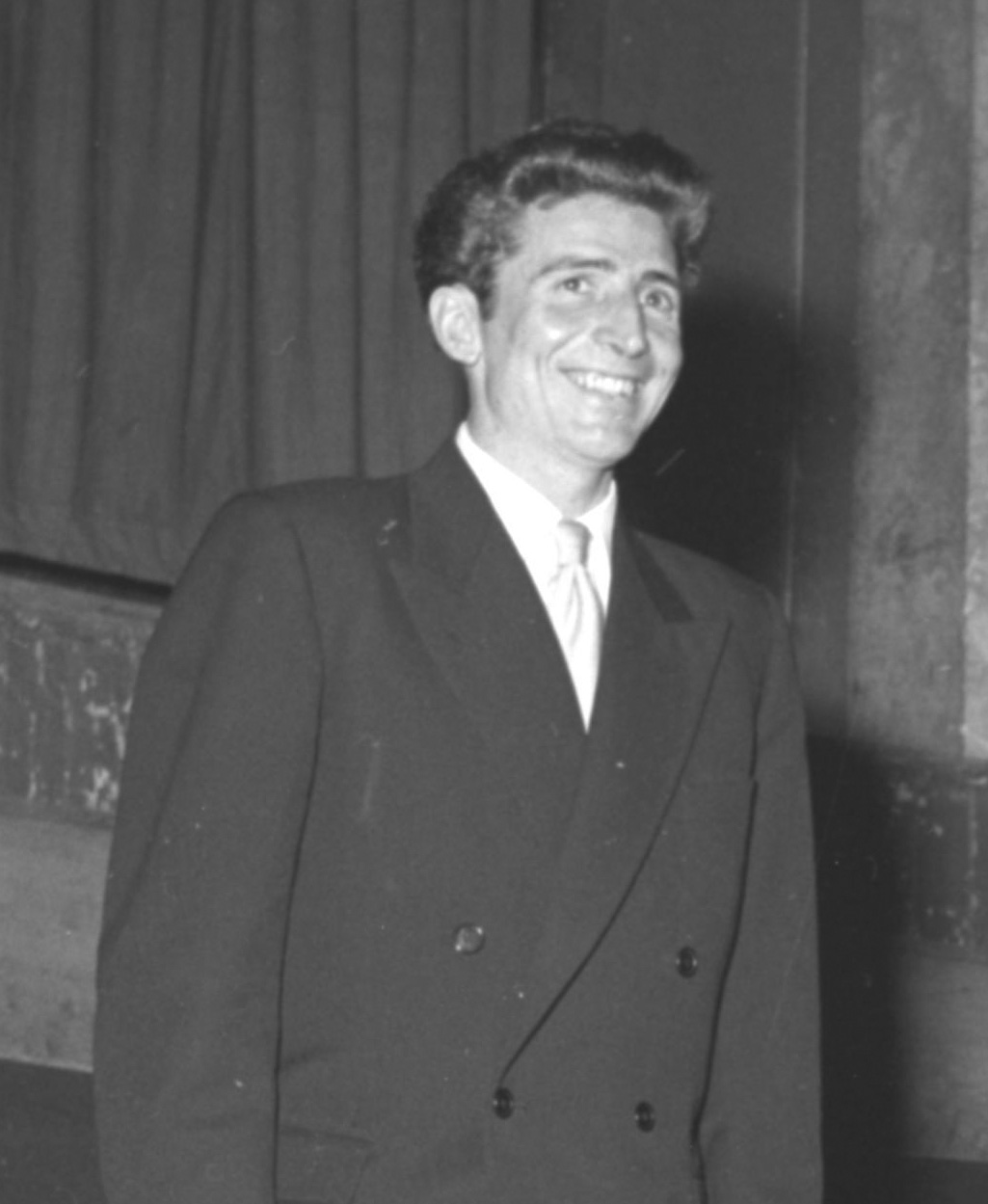
Hermann Buhl

Nanga Parbat a fost cucerit prima oară pe data de 3 iulie 1953 de alpinistul austriac Hermann Buhl, membru al unei echipe germano-austriece. Până în acel moment, 31 de alpiniști muriseră deja în încercarea de a cuceri vârful. Buhl a rămas în istoria alpinismului ca fiind primul om care a reușit să cucerească un vârf de peste 8000 m altitudine, de unul singur și fără oxigen, după ce final colegii săi se retrăseseră în timpul asaltului final.  
A doua ascensiune a vârfului Nanga Parbat s-a făcut pe versantul Diamir, în 1962 de germanii Toni Kinshofer, Siegfried Löw și Anderl Mannhardt. În prezent, această rută este „ruta standard” pentru escaladarea muntelui. 

### Ascensiunea frațilot Messner
În 1970, frații sud-tirolezi Reinhold Messner și Günther Messner au atins vârful alegând un traseu deosebit de dificil, prin versantul Rupal; aceasta a fost cea de-a treia expediție reușită pe Nanga Parbat. Din păcate, la coborârea pe ruta Diamir, Günther Messner a murit surprins de o avalanșă, în timp ce fratele său, Reinhold, a pierdut mai multe degete de la mâini (trei) și de la picioare (șapte) din cauza degerăturilor.

### Alte ascensiuni
În august 2005, alpinistul sloven Tomaž Humar a fost salvat de armata pakistaneză după ce rămăsese blocat timp de șase zile la 5.900 de metri. În septembrie, Vince Anderson și Steve House au reușit o ascensiune rapidă pe o rută nouă, directă. 
În iulie 2006 José Antonio Delgado Sucre, un alpinst din Venezuela a murit la câteva zile după ascensiune, după ce a rămas blocat timp de șase zile. 

## Expediții românești
În anul 1997, ca parte a unei expediții internaționale, regretatul Mihai Cioroianu a reusit ascensiunea în premieră românească a vârfului Nanga Parbat, de 8125 metri. Victoria a fost dedicată celor căzuți în anul 1996 pe acest munte - Răzvan Petcu și Gabi Stana, membri ai primei expediții în întregime românească care a atacat vârful Nanga Parbat. 
În data de 19 iulie 2013 echipa integral românească formată din Zsolt Török, Marius Gane, Aurel Sălășan, Teo Vlad și Bruno Adamcsek a reușit în ascensiunea muntelui Nanga Parbat, pe fața Rupal, pe ruta Schell. Nu au folosit oxigen suplimentar sau șerpași, participanții echipând ei singuri integral ruta. Cucerirea celui de-al nouălea optmiar al lumii s-a realizat pe un traseu care a durat mai bine de o lună de la data plecării din București spre Pakistan. Echipa românească a fost și singura care a rămas pe munte în ultima parte a traseului, ca urmare a tragediei din 23 iunie, în care 11 alpiniști străini au fost uciși într-un atac terorist asupra taberei Diamir, situată pe celălalt versant al muntelui.